# Ечміадзинський монастир
Ечміадзинський монастир (вірм. Էջմիածնի Մայր Տաճար) — головний монастир  Вірменської апостольської церкви, місцезнаходження престолу Верховного патріарха і Католикоса всіх вірмен в 303–484 роках. Розташований у місті Вагаршапат, Армавірська область, Вірменія. Входить у список  Всесвітньої спадщини ЮНЕСКО.

## Історія

### IV століття— 484 рік: резиденція вірменського католікоса
Ечміадзінський монастир є резиденцією  Католикоса всіх вірмен з початку IV століття до 484 року. На початку V століття у Вагаршапаті був скликаний церковний собор, який ухвалив рішення про створення вірменського алфавіту і перекладу Біблії. В Ечміадзинському монастирському комплексі розташовані Ечміадзинський кафедральний собор і богословські навчальні заклади. Дерев'яний собор був вперше побудований в перші роки IV століття (незабаром після введення у Вірменії християнства як державної релігії і потім перебудований у камені в V і VII століттях.

### Кінець V століття— 1441 рік
У 491 році в Ечміадзині був скликаний церковний собор, який офіційно передав анафемі Халкідонське віровчення. У кінці V століття марзпан Вірменії Ваан Мамікоян назначив настоятелем монастиря Лазаря Парпеци. До VII століття Ечміадзін був  базилікою з дерев'яним дахом. Купол, можливо, з'явився у VII столітті після капітальної перебудови Католикосом Комітаса. Католикос Саак Дзоропореці (677–703) присвятив монастирю свій вірш «Єдинородний від Отця». Вже у XIII столітті монастир був у руїнах.
У соборі розташований музей з колекцією творів середньовічного декоративно-прикладного мистецтва. Навколо Ечміадзинського монастиря знаходяться також церква Святої Ріпсіме, церква святої Гаяне 630, реставрована в 1652, церква Шокагат (1694).

## Галерея

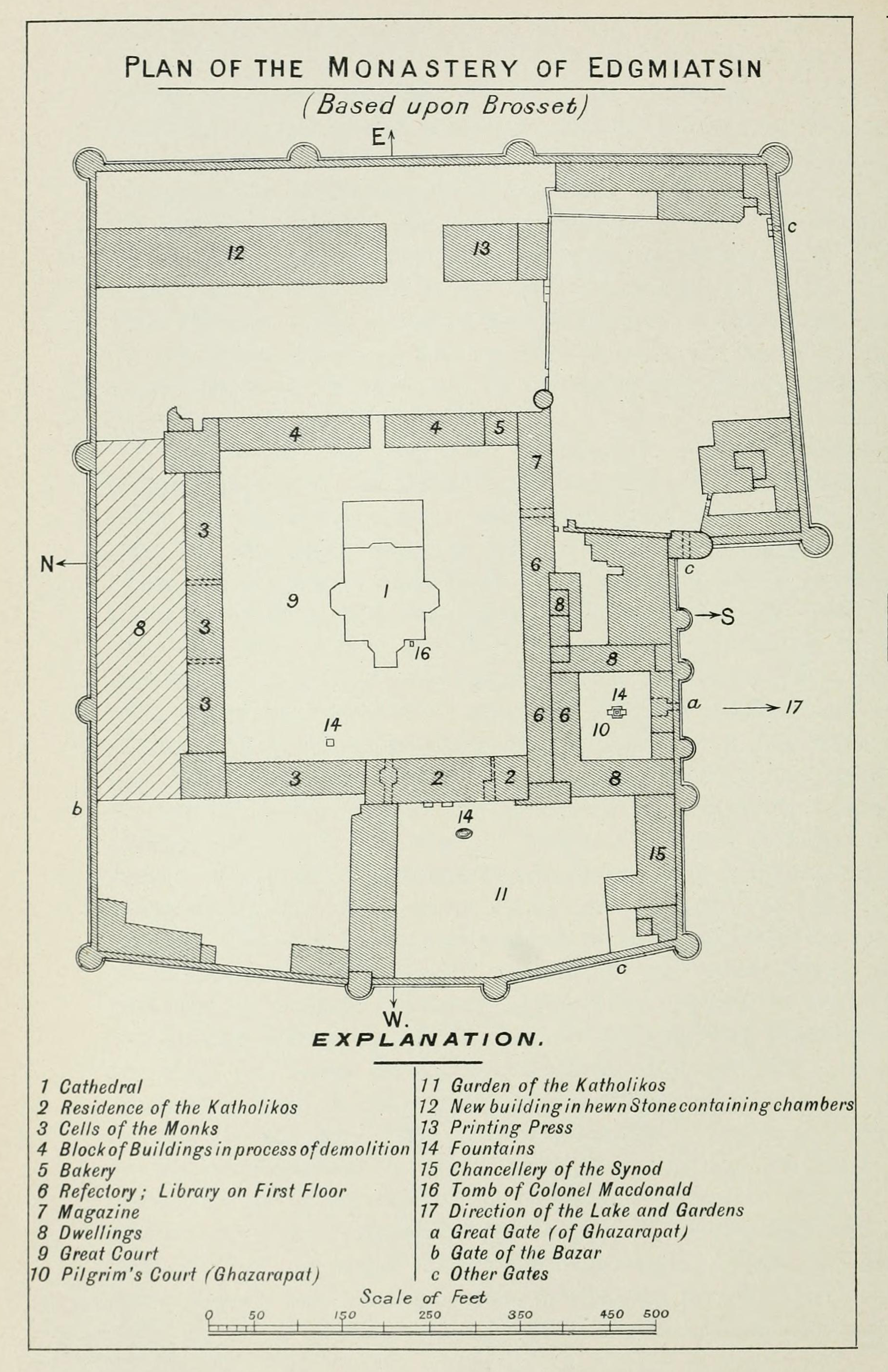
The plan of the cathedral and surrounding by H. F. B. Lynch, as of 1901
The Mother Cathedral at the Mother See
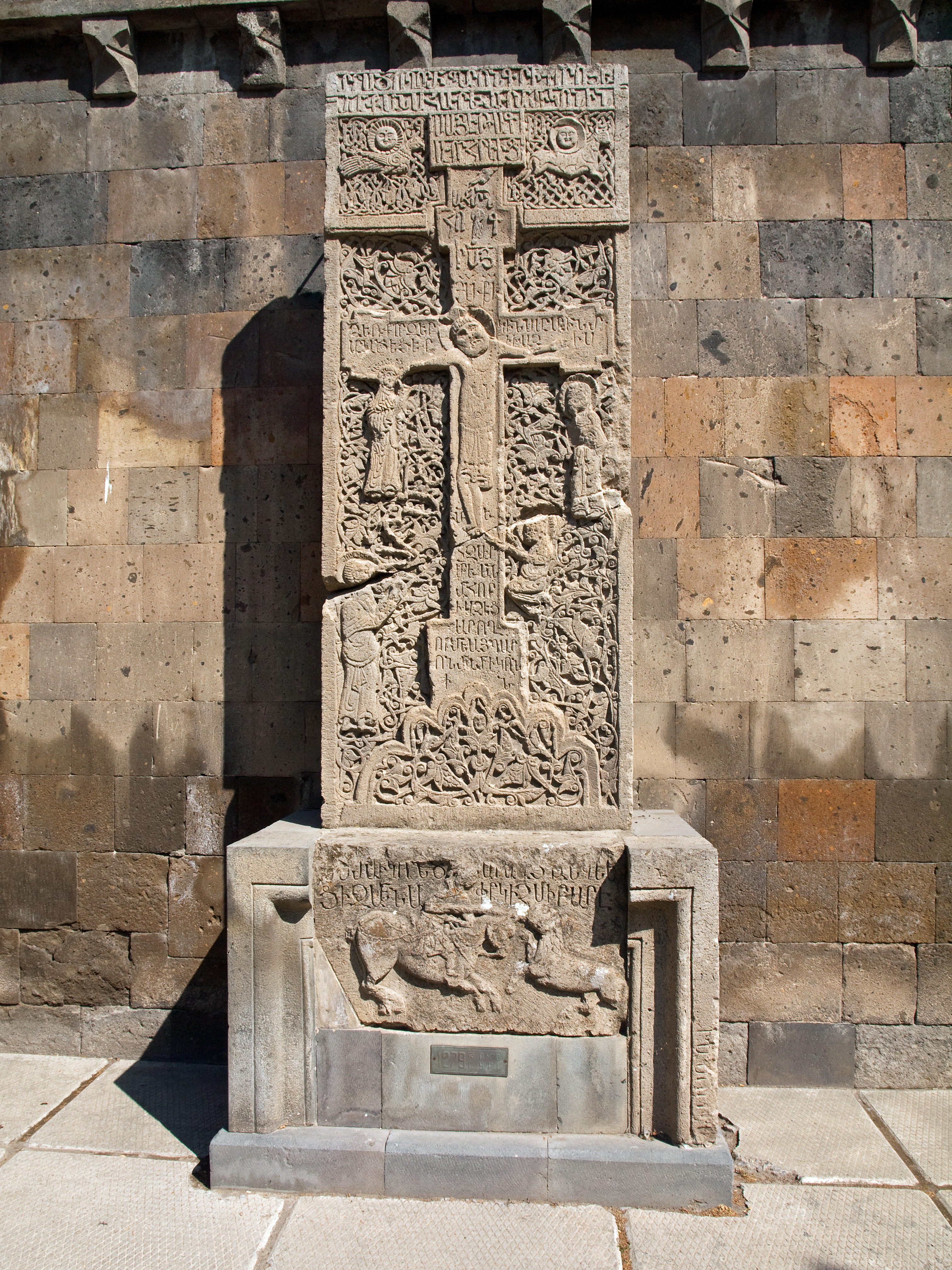
Amenaprkich Khachkar of 1279 from Vayots Dzor
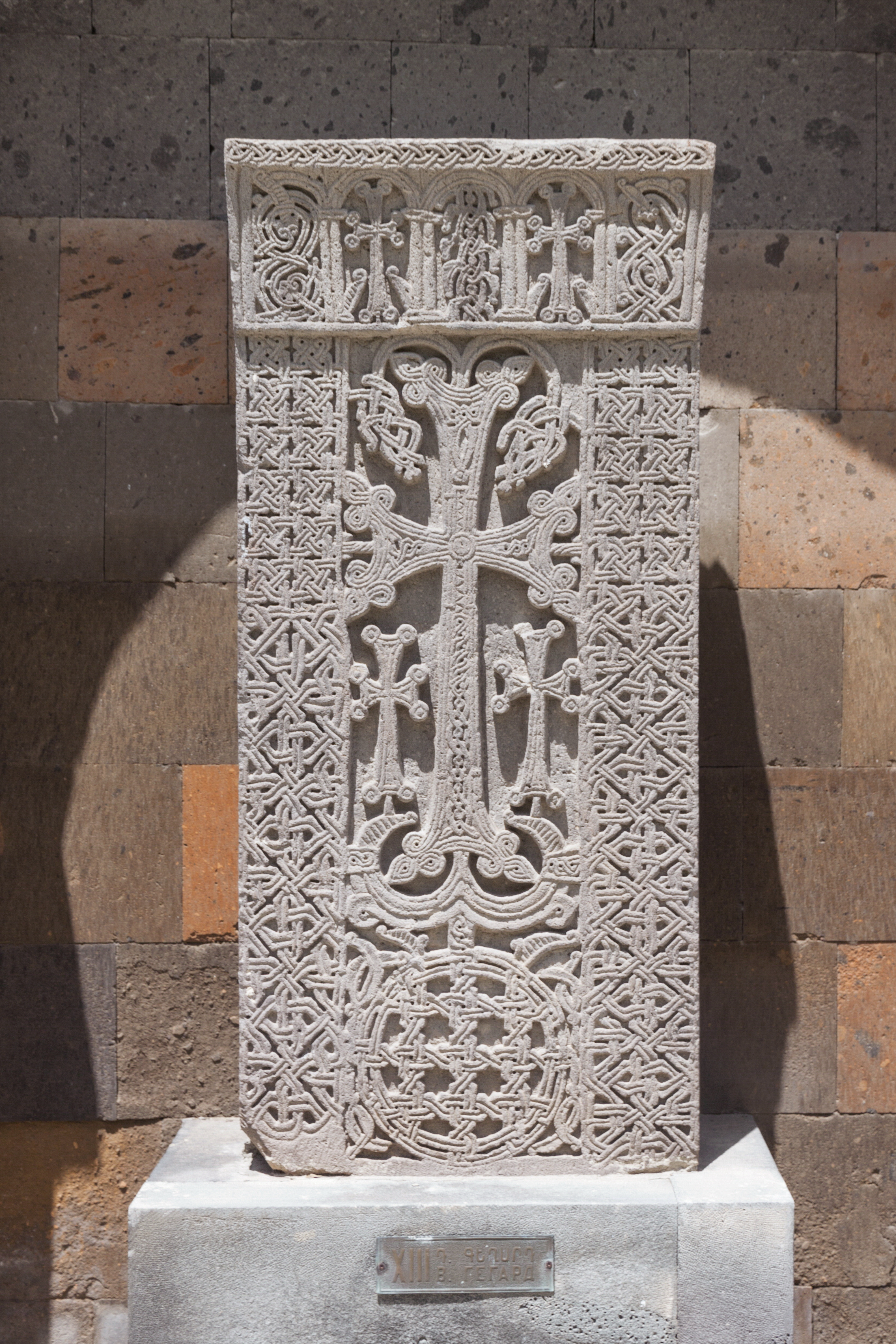
A 13th-century khachkar from Geghard
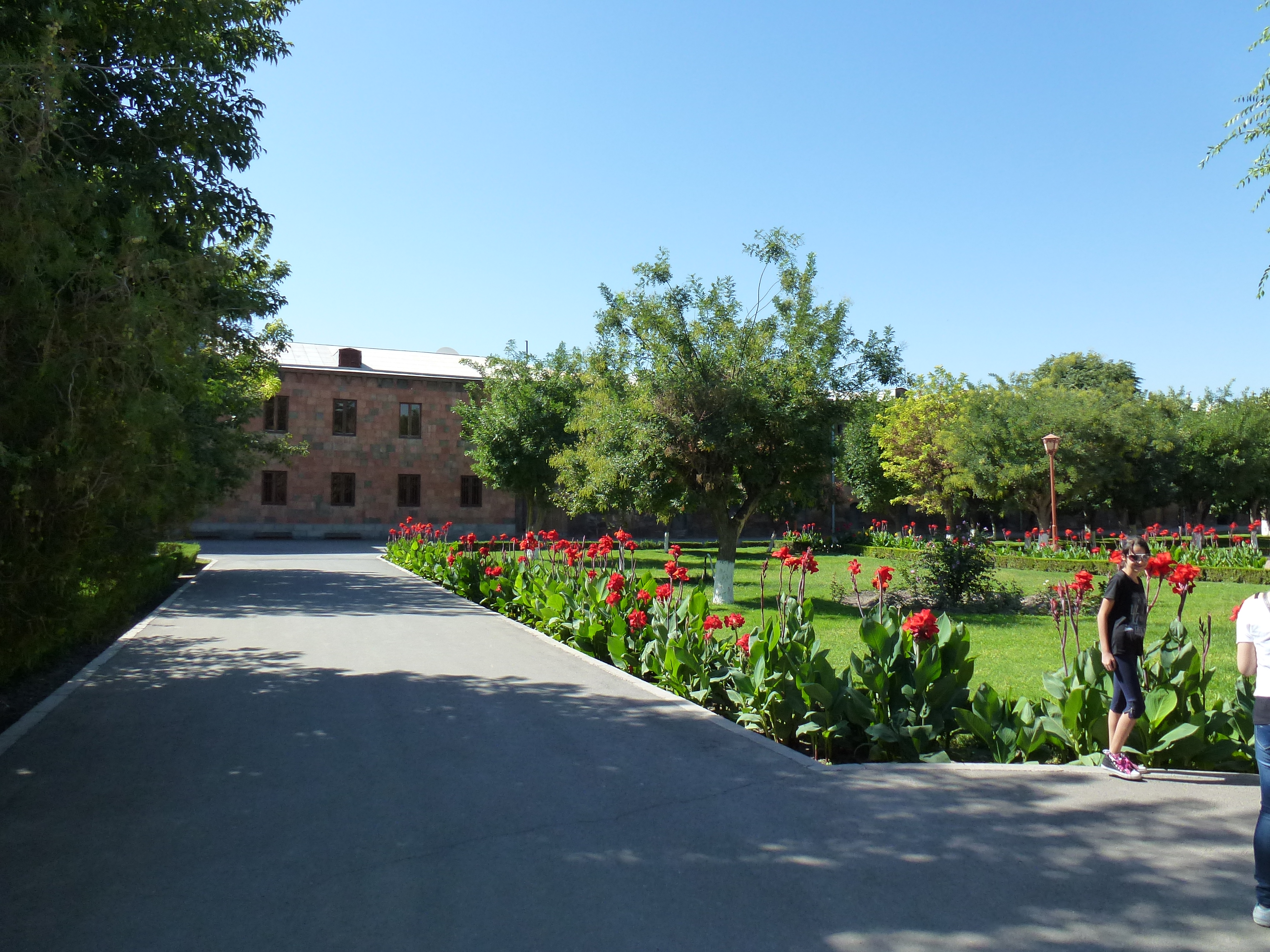
Park within the Mother See complex
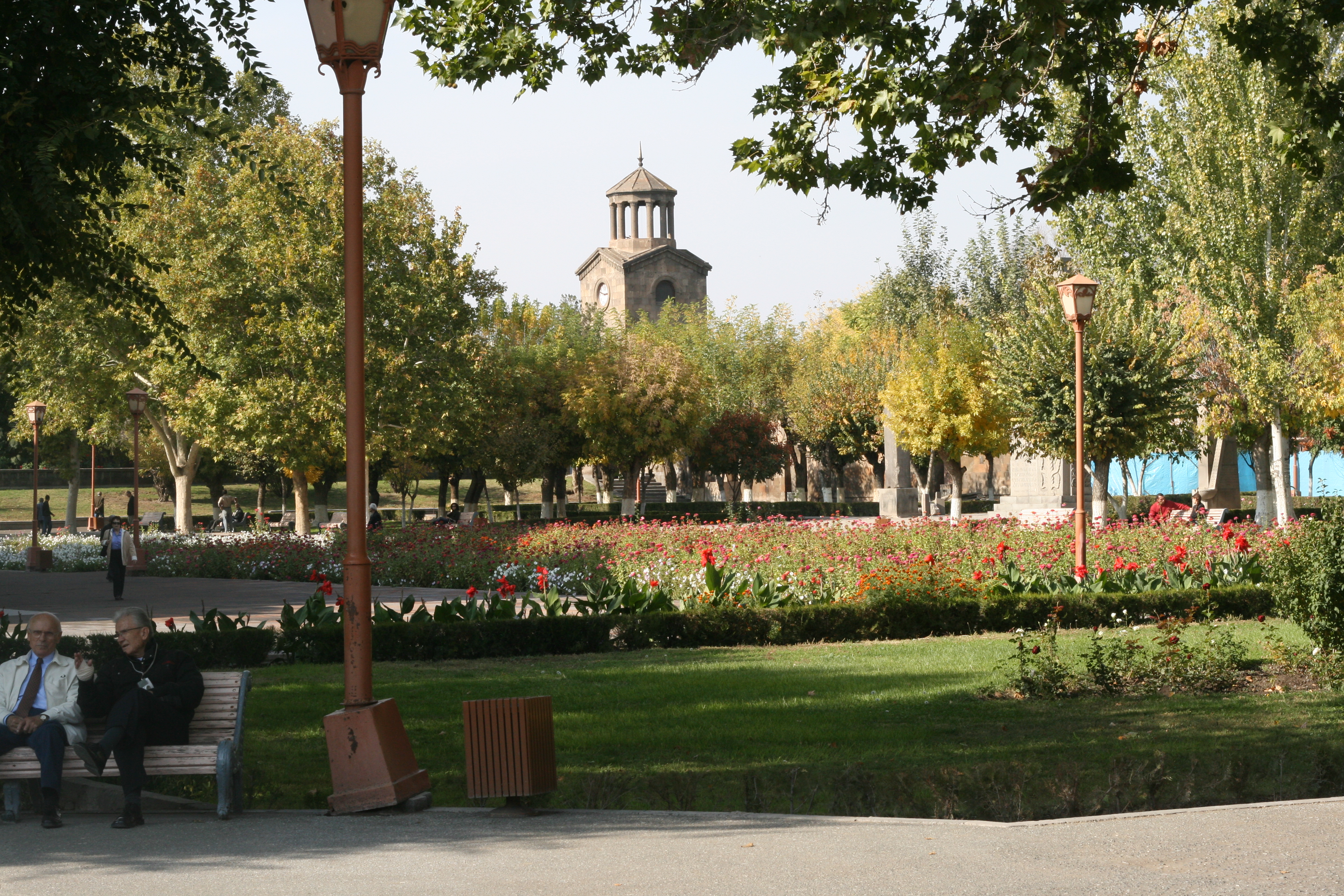
The view around the Mother Cathedral